# Lacul Dracului, Caraș-Severin
Lacul Dracului este un lac carstic din Munții Locvei, în partea de început (în amonte) a Cheilor Nerei, județul Caraș-Severin. Are o culoare aparentă albastru-verzuie, diametrul de 20 m și o adâncime de 9,3 m, fiind format prin prăbușirea tavanului peșterii alăturate și alimentat prin fisurile carstice.
Peștera Lacul Dracului are lacul chiar la una dintre intrări. Cealaltă intrare fără nici o legătură cu lacul întâlnește galeria principală după 20 de metri.
Galeria peșterii are aproximativ 70 m lungime și este lipsită de formațiuni speologice specifice. În timpul ploilor abundente galeria este inundată complet, neputând fi vizitată.
Ansamblul este considerat monument al naturii, inclus în Parcul Național Cheile Nerei-Beușnița.